# Ancipita
Ancipita é um gênero de traça pertencente à família Agonoxenidae.